# شعب الجعفري (محلة)

تعديل مصدري - تعديل

شعب الجعفري محلة تابعة لقرية الشوافي، التابعة لعزلة جبل خضراء بمديرية حبيش إحدى مديريات محافظة إب في الجمهورية اليمنية، بلغ تعداد سكانها 33 حسب تعداد اليمن لعام 2004.